# Distretto di Mueang Pattani
Il distretto di Mueang Pattani (in thailandese: เมืองปัตตานี) è un distretto (amphoe) della Thailandia, situato nella provincia di Pattani, della quale è il capoluogo.